# Mile Bogović
Mile Bogović (Cerovac kraj Slunja, 7. kolovoza 1939. – Rijeka, 19. prosinca 2020.) bio je hrvatski prelat Katoličke Crkve, crkveni povjesničar i biskup gospićko-senjski u miru.

## Životopis
Osnovnu školu pohađao je u Slunju, a klasičnu gimnaziju u sjemeništu u Pazinu. Upisuje bogosloviju na Visokoj teološkoj školi u Pazinu, a završava je u Zagrebu.
Od 1966. do 1971. studirao je na Papinskom sveučilištu Gregoriana u Rimu gdje je postigao doktorat iz crkvene povijesti. Za svećenika Riječko-senjske nadbiskupije zaređen je 29. lipnja 1964. godine. Obavljao je razne dužnosti u biskupiji; bio je tajnik nadbiskupa Viktora Burića, profesor crkvene povijesti te rektor na Teologiji u Rijeci. Bio je zatim župnik u Praputnjaku te generalni vikar Riječko-senjske nadbiskupije i voditelj Sakralne baštine u Senju.
Imenovan je 4. lipnja 1999. pomoćnim biskupom Riječko-senjske nadbiskupije i naslovnim biskupom Tamate. Posvećen je 29. lipnja 1999. u riječkoj katedrali. Nakon što je 25. svibnja 2000. ustanovljena Gospićko-senjska biskupija, a Mile Bogović imenovan je njenim prvim biskupom. Ustoličen je 25. srpnja 2000. u Gospiću.
U Hrvatskoj biskupskoj konferenciji bio je predsjednik Komisije HBK i BK BiH za hrvatski martirologij.
Papa Franjo prihvatio je 4. travnja 2016. njegovo odreknuće od službe. Zatim je imenovan apostolskim upraviteljem biskupije do biskupskog ređenja Zdenka Križića. Preminuo je 19. prosinca 2020. u Rijeci.

## Djela
- Katolička crkva i pravoslavlje u Dalmaciji za vrijeme mletačke vladavine, Kršćanska sadašnjost, Zagreb, 1982. (2. izd. Kršćanska sadašnjost - Školska knjiga, Zagreb, 1993.)
- Pitanje pravoslavne hijerarhije u mletačkoj Dalmaciji u XVII i XVIII stoljeću, Kršćanska sadašnjost, Zagreb, 1982.
- Hrvatski mučenici za vjeru i dom, suautor Hrvatin Gabrijel Jurišić, Verbum, Split, 2005.
- Mučenici - graditelji zajedništva: pastirska poslanica u povodu izgradnje Crkve hrvatskih mučenika, Gospićko-senjska biskupija, Gospić, 2005.
- Žao mi je naroda: biskupovih deset godina na medijskom poprištu, Alfa, Zagreb, 2010.
- Modruška ili Krbavska biskupija: Povodom 550. obljetnice prijenosa biskupijskog središta iz Krbave u Modruš (1460. – 2010.), Gospićko-senjska biskupija, Gospić, 2010.
- Lika i njezina crkva u prošlosti i sadašnjosti, Državni arhiv - Gospićko-senjska biskupija, Gospić, 2014.
- Slunjski kraj i njegova Crkva u prošlosti i sadašnjosti, Državni arhiv - Gospićko-senjska biskupija, Gospić, 2015.
- Vinodol i njegova Crkva: od Vinodolskoga zakona do naših dana, Riječka nadbiskupija, Rijeka, 2015.
- Crkva hrvatskih mučenika na Udbini: od ideje do ostvarenja: (nositelji, događaji, suradnici, darovatelji, kronika - slijedom dokumenata i objavljenih tekstova), suautor Ante Bežen, Gospićko-senjska biskupija - Nacionalno svetište hrvatskih mučenika na Udbini, Gospić - Udbina, 2016.
- Moji predšasnici biskupi: u Senju, Otočcu, Krbavi, Modrušu, Vinodolu i Rijeci, Senjsko muzejsko društvo - Gradski muzej Senj - Gospićko-Senjska biskupija, Senj, 2017.
- Srpsko pravoslavlje i svetosavlje u Hrvatskoj u prošlosti i sadašnjosti, Alfa, Zagreb, 2017.
- Velebitsko podgorje i njegova Crkva u prošlosti i sadašnjosti, Državni arhiv - Gospićko-senjska biskupija, Gospić, 2019.
- Glagoljica: bitna odrednica hrvatskog identiteta: čudesni rast od hrvatskih korijena do svjetskih razmjera, priredio Ante Bežen, Alfa, Zagreb, 2019.

### Članci
- Medved, Marko. 2020. In memoriam - Mons. dr. sc. Mile Bogović (1939.-2020.). Riječki teološki časopis. Riječki teološki časopis. Rijeka. 55 (1): 3–4

| Prethodnik — | Gospićko-senjska biskupija | Nasljednik Zdenko Križić |